# Berliner Rede
Als Berliner Rede werden öffentliche Ansprachen des Deutschen Bundespräsidenten in den Jahren 1997 bis 2011 bezeichnet. Sie wurde von Roman Herzog ins Leben gerufen und von seinen Nachfolgern fortgeführt. An das Format knüpfte ab 2013 das Bellevue Forum bzw. ab 2017 das Forum Bellevue des Bundespräsidenten an.

## Berliner Reden (1997–2011)
Am 26. April 1997 hielt Roman Herzog in Berlin eine öffentliche Ansprache. Die in dieser Rede gewählte Formulierung („durch Deutschland muss ein Ruck gehen“) ließ diesen Vortrag als sogenannte Ruck-Rede in die Geschichte eingehen.
In den folgenden Jahren wurde die Berliner Rede von prominenten Persönlichkeiten wie dem damaligen finnischen Staatspräsidenten Martti Ahtisaari und dem ehemaligen UN-Generalsekretär Kofi Annan gehalten. Herzogs Nachfolger Johannes Rau griff die Idee der Berliner Rede auf und hielt die Ansprache fortan jedes Jahr selbst. Er nutzte die Reden, um bewusst wichtige gesellschaftliche Themen und Grundsatzdebatten anzusprechen. Zu den behandelten Themen gehörten in der Gesellschaft umstrittene Themen wie die Integration von Ausländern, der Einsatz von Gentechnologie und die Auswirkungen der Globalisierung.
Auch Raus Nachfolger Horst Köhler setzte die Tradition der Berliner Rede ab 2006 fort. Köhler sprach sich in seinen Reden für einen bewussteren Umgang mit den Themen Bildung und Globalisierung aus. 2008 forderte er Änderungen im Steuerrecht und rief zu einer „Agenda 2020“ auf. Im Jahr 2009 thematisierte er die weltweite Wirtschaftskrise und mahnte eindringlich zu verantwortungsvollem Handeln.
Christian Wulff verzichtete im Jahr 2011 darauf, selbst zu sprechen, und lud den polnischen Staatspräsidenten Bronisław Komorowski ein, um in der Humboldt-Universität anlässlich des 20. Jubiläums des deutsch-polnischen Nachbarschaftsvertrags die Berliner Rede zu halten.
| Datum              | Redner               | Titel                                                                                               | Ort                                  |
| ------------------ | -------------------- | --------------------------------------------------------------------------------------------------- | ------------------------------------ |
| 26. April 1997     | Roman Herzog         | Aufbruch ins 21. Jahrhundert (Ruck-Rede)                                                            | Hotel Adlon                          |
| 26. April 1998     | Martti Ahtisaari     | Herausforderungen für Europa im Zeitalter der GlobalisierungSicherheit und Zusammenarbeit im Wandel | Hotel Adlon                          |
| 26. April 1999     | Kofi Annan           | Die Weltrolle Europas im 21. Jahrhundert                                                            | Hotel Adlon                          |
| 12. Mai 2000       | Johannes Rau         | Ohne Angst und ohne Träumereien: Gemeinsam in Deutschland leben                                     | Haus der Kulturen der Welt           |
| 18. Mai 2001       | Johannes Rau         | Wird alles gut? Für einen Fortschritt nach menschlichem Maß                                         | Otto-Braun-Saal der Staatsbibliothek |
| 13. Mai 2002       | Johannes Rau         | Chance, nicht Schicksal – die Globalisierung politisch gestalten                                    | Museum für Kommunikation             |
| 19. Mai 2003       | Johannes Rau         | Gemeinsam handeln – Deutschlands Verantwortung in der Welt                                          | Maxim-Gorki-Theater                  |
| 12. Mai 2004       | Johannes Rau         | Vertrauen in Deutschland – eine Ermutigung                                                          | Schloss Bellevue                     |
| 21. September 2006 | Horst Köhler         | Bildung für alle                                                                                    | Kepler-Oberschule, Berlin-Neukölln   |
| 1. Oktober 2007    | Horst Köhler         | Das Streben der Menschheit nach Glück verändert die Welt                                            | Radialsystem V                       |
| 17. Juni 2008      | Horst Köhler         | Arbeit, Bildung, Integration                                                                        | Schloss Bellevue                     |
| 24. März 2009      | Horst Köhler         | Die Glaubwürdigkeit der Freiheit                                                                    | Elisabethkirche                      |
| 17. Juni 2011      | Bronisław Komorowski | Ein dynamisches, offenes und in der Welt aktives Europa                                             | Humboldt-Universität                 |

## Bellevue Forum (2013–2016)
Joachim Gauck führte die Tradition der Berliner Rede in anderer Form weiter und richtete die „Bellevue Gespräche des Bundespräsidenten“ stärker an politischen und gesellschaftlichen Grundsatzfragen aus. 2013 hielt er im Schloss Bellevue die erste Rede im Rahmen des „Bellevue Forums“. Es war eine Grundsatzrede zu Herausforderungen der Europäischen Einigung. Das Format erreichte eine immer größere Außenwahrnehmung bis hinein in den Meinungsbildungsprozess der deutschen Politik.
| Datum             | Titel                                                                                      |
| ----------------- | ------------------------------------------------------------------------------------------ |
| 22. Februar 2013  | Europa: Vertrauen erneuern – Verbindlichkeit stärken                                       |
| 31. August 2013   | Demokratie braucht deine Stimme! (Bürgerfest)                                              |
| 26. November 2013 | Was hält Europa zusammen?                                                                  |
| 10. Februar 2015  | Experten für den Frieden – Deutschlands ziviler Beitrag zur internationalen Konfliktlösung |
| 2. November 2015  | Sterbende begleiten – Ehrenamtliches Engagement in der Hospiz- und Palliativversorgung     |
| 26. Februar 2016  | Flüchtlinge – eine Herausforderung für Europa                                              |

## Forum Bellevue (2017–2021)
Nach seinem Amtsantritt als Bundespräsident im Jahr 2017 griff Frank-Walter Steinmeier das Veranstaltungsformat auf. In Kooperation mit der Bertelsmann Stiftung entwickelte er das „Forum Bellevue“ zu einer Diskussionsrunde über die „Zukunft der Demokratie“, um der Politikverdrossenheit entgegenzuwirken. Die Veranstaltung beinhaltet nach wie vor eine Grundsatzrede nach dem Vorbild der Berliner Rede, die um einen Austausch mit Gesprächspartnern aus der Kultur, Politik, Wirtschaft, Wissenschaft und der Zivilgesellschaft ergänzt wird.
| Datum              | Thema                                                                                                | Gäste                                                                |
| ------------------ | --- | -------------------------------------------------------------------- |
| 19. September 2017 | Welche Zukunft hat der Westen?                                                                       | Parag Khanna, Susan Neiman, Heinrich August Winkler                  |
| 30. November 2017  | Die Freiheit des Denkens in unruhigen Zeiten                                                         | Daniel Kehlmann, Eva Menasse, Salman Rushdie                         |
| 21. März 2018      | Fakt oder Fake? Über einen bedeutenden Unterschied für die Demokratie                                | Michael Butter, Jeff Mason, Ulf Poschardt, Julia Stein               |
| 23. Mai 2018       | Gesellschaft ohne Politik? Liberale Demokratien in der Bewährungsprobe                               | Donatella della Porta, Christoph Möllers, David Van Reybrouck        |
| 4. Oktober 2018    | Risse und Ressentiments – Über die Fragmentierung und Emotionalisierung von Politik und Gesellschaft | Ute Frevert, Andreas Hollstein, Cornelia Koppetsch, Bernhard Pörksen |
| 26. Februar 2019   | Alles Glaubenssache? Über das Verhältnis von Religion und Demokratie                                 | Evelyn Finger, Mouhanad Khorchide, Hans Joas                         |
| 14. Mai 2019       | Die Europäische Union: Was auf dem Spiel steht                                                       | Ivan Krastev, Luuk van Middelaar, Daniela Schwarzer, Adam Tooze      |
| 25. November 2019  | Welche Zukunft? Über Demokratie und Fortschritt                                                      | Ian McEwan, Steven Pinker, Maren Urner                               |
| 29. Juni 2020      | Testfall Corona – Wie geht es unserer Demokratie?                                                    | Rainer Forst, Herta Müller, Daniel Ziblatt                           |
| 24. November 2020  | Aus der Krise in die Zukunft – Wie gelingt Transformation gemeinsam?                                 | Thea Dorn, Udo Di Fabio, Maja Göpel, Wolfgang Merkel                 |
| 1. März 2021       | Demokratie und digitale Öffentlichkeit – Eine transatlantische Herausforderung                       | Armin Nassehi, Ben Scott, Margrethe Vestager                         |
| 15. November 2021  | Was kann der Staat? Lektionen aus der Pandemie                                                       | Alena Buyx, Laura Münkler, Aminata Touré                             |

Am 11. März 2022 wurde ein Symposium zum Forum Bellevue ausgerichtet. Zu den Ehrengästen zählte der österreichische Bundespräsident Alexander Van der Bellen.